# 乌克兰解放联盟
乌克兰解放联盟（烏克蘭語：Союз визволення України）是1914年8月4日在加利西亚和洛多梅里亚王国伦伯格由来自俄占聂伯乌克兰地区的乌克兰移民成立的政治组织，代表革命乌克兰党、乌克兰社会民主工党等。其成员带有社会主义倾向。该组织得到了俄罗斯布尔什维克领导人列宁的支持。